# Cache Creek (Lamar River)
Der Cache Creek ist ein etwa 27 km langer, rechter Nebenfluss des Lamar River im Nordwesten des US-Bundesstaates Wyoming. Er fließt auf seiner gesamten Länge durch den Yellowstone-Nationalpark.

## Verlauf
Der Cache Creek entspringt an der Südostflanke des Amphitheater Mountain an der Nordostgrenze des Yellowstone-Nationalparks in den nördlichen Absaroka Mountains auf einer Höhe von etwa 2815 m. Er fließt zunächst nach Südwesten und erhält östlich des Berges The Thunderer drei größere namenlose Nebenflüsse. Der Cache Creek fließt durch ein langgestrecktes Tal östlich des Mount Norris und erhält mit dem South Cache Creek von links seinen längsten und einzigen benannten Zufluss. Der Fluss wendet sich bald nach Westen, passiert in der Schlucht Death Gulch die Wahb Springs und wird kurz vor seiner Mündung vom Lamar River Trail durchquert. Nach etwa 27 km mündet der Cache Creek auf einer Höhe von 2045 m in den hier nach Nordwesten fließenden Lamar River, wenige hundert Meter vor Erreichen des Lamar Valley. Der gesamte Flussverlauf befindet sich im Park County. Der Cache Creek Trail folgt einem Großteil des Flussverlaufs.

## Hydrologie
Der Cache Creek ist als Nebenfluss des Lamar River Teil des Einzugsgebietes des Yellowstone River, der über Missouri und Mississippi in den Golf von Mexiko entwässert. Das Einzugsgebiet des Cache Creek umfasst ein Areal von etwa 211 km² und grenzt an die Einzugsgebiete von Pilot Creek und Crandall Creek im Osten, Calfee Creek im Süden, Lamar River im Westen sowie Soda Butte Creek und Amphitheater Creek im Nordwesten. Der Cache Creek ist nach Slough Creek und Soda Butte Creek der drittgrößte Zufluss des Lamar River.

## Belege
1. ↑  Cache Creek. In: Geographic Names Information System. United States Geological Survey, United States Department of the Interior (englisch).